# Luigi Alberto Gigliotti
Luigi Alberto Gigliotti (Decollatura, 24 gennaio 1897 – Roma, 30 dicembre 1981) è stato un politico italiano.
Esponente del PCI e storico consigliere comunale a Roma dal dopoguerra, fu senatore nella IV legislatura e fin dalla nascita degli enti regionali fu consigliere e vicepresidente del Consiglio regionale del Lazio.

## Biografia
Nato a Decollatura (provincia di Catanzaro), partecipò alla prima guerra mondiale come ufficiale di complemento, riportando gravi ferite. Laureato in giurisprudenza (1919), esercitò la professione forense a Roma. Aderì al Partito Socialista Italiano nel 1920 e l’anno successivo al nascente Partito Comunista d'Italia. Negli anni del primo fascismo fu arrestato nel 1923 durante la grande operazione di polizia contro i dirigenti comunisti; assolto, rimase sorvegliato e proseguì l’attività politica in condizioni clandestine.
Dopo la Liberazione di Roma, fu chiamato in commissioni di epurazione e dal 1946 al 1968 fu eletto ininterrottamente nel consiglio comunale capitolino tra i banchi del PCI, distinguendosi soprattutto su questioni fiscali e urbanistiche.
Alle politiche del 1963 fu eletto senatore della Repubblica Italiana (circoscrizione Lazio), dove sedette fino al 1968. Con l’istituzione delle regioni, nel 1970 entrò nel primo Consiglio regionale del Lazio, ricoprendo la carica di vicepresidente dell’Assemblea.
Morì a Roma il 30 dicembre del 1981, il necrologio fu pubblicato su l’Unità il 2 gennaio 1982.